# کاشکانتیو
کاشکانتیو (به مجاری:  Kaskantyú) یک منطقهٔ مسکونی در مجارستان است که در ناحیه کیش‌کوروش واقع شده‌است. کاشکانتیو ۵۸٫۲۸ کیلومتر مربع مساحت و ۱٬۰۰۲ نفر جمعیت دارد.